# لجنة البرلمان الأوروبي للتنمية الإقليمية
لجنة التنمية الإقليمية (بالإنجليزية: Committee on Regional Development)‏ المعروفة اختصاراً بـ REGI هي إحدى لجان البرلمان الأوروبي. الرئيس الحالي للجنة هو دراغوس بينيا ‏.

## أنظر أيضاً
- أقاليم ذات عضوية خاصة في الاتحاد الأوروبي
- لجان البرلمان الأوروبي